# Linda Tillery
Linda Tillery (San Francisco, California, 1948) es una cantante y percusionista estadounidense.

## Biografía
Tillery nació en 1948 de padres que migraron desde Texas a San Francisco. Entre 1968 y 1969 fue la vocalista de la agrupación The Loading Zone. Luego de la separación del grupo en 1970 grabó su álbum debut con CBS Records y trabajó como música de sesión durante toda la década de 1970, tocando la percusión en álbumes de Santana, Mary Watkins y Teresa Trull. Se convirtió en productora de Olivia Records al final de la década y lanzó un segundo álbum solista en 1978.
Su asociación con Olivia la llevó a incursionar en el movimiento conocido como "women's music" (música para mujeres), colaborando con artistas del género como June Millington, Deirdre McCalla, Barbara Higbie, Holly Near y Margie Adam, así como con otros músicos reconocidos como Kenny Loggins, Huey Lewis y Bobby McFerrin.
Produjo la música para el documental "A Question of Color", y creó el sonido para el musical "Invisible Wings", con la coreógrafa Joanna Haigood.
En la década de 1990 empezó a explorar con ritmos africanos, formando el grupo Cultural Heritage Choir. También toca en su propia banda de jazz y blues, Skin Tight.

## Discografía

### Linda Tillery and the Freedom Band
- Celebrate the King (Round Whirled Records, 2012)

### Solista
- Sweet Linda Divine (CBS Records, 1970)
- Linda Tillery (Olivia Records, 1978)
- Secrets (411/Redwood Records, 1985)
- Shake It to the One That You Love the Best (Music for Little People, 1989)

### The Loading Zone
- The Loading Zone (RCA Records, 1968)
- One for All (Umbrella Records, 1970)

### The Cultural Heritage Choir
- Good Time a Good Time (1995)
- Front Porch Music (1997)
- Say Yo' Business (2001)